# Josef Wenger

Josef Wenger, Illustrirtes Wiener Extrablatt vom 13. Januar 1903

Josef Wenger (* 17. September 1840 in Oberachmann, Bezirk Vöcklabruck; † 12. Januar 1903 ebenda) war Sägewerksbesitzer und Abgeordneter zum Österreichischen Abgeordnetenhaus.

## Leben
Josef Wenger war Sohn des gleichnamigen Müllers Josef Wenger († 1871). Nach dem Besuch einer Volksschule in Schörfling ging er auf eine Normalschule in Linz. Ab 1860 war er Müller und Sägewerksbesitzer (vulgo Schockmühle, heute Wengermühle) in Oberachmann. Im Jahr 1872 war er Mitgründer und bis 1903 Hauptmann der Freiwilligen Feuerwehr Schörfling. Er war auch Obmann des landwirtschaftlichen Bezirksvereins Vöcklabruck, der Spar- und Darlehenskasse und des Verschönerungsvereins Schörfling.
Josef Wenger war von 1878 bis 1895 Mitglied im Oberösterreichischen Landtag (VI., VII. und VIII. Wahlperiode) und war dort Abgeordneter der Städte und Industrialorte bzw. der Landgemeinden (Wahlbezirk Vöcklabruck). 1867 war er Gemeinderat von Schörfling und von 1868 bis 1885 Gemeinderat  von Oberachmann. Von 1885 bis 1894 war er auch Bürgermeister von Oberachmann.
Er war auch Ehrenbürger von Oberachmann, Schörfling und Weyregg und Träger des Goldenen Verdienstkreuzes und der Großen silbernen Ehrenmedaille Oberösterreichs.
Am 12. Januar 1903 starb er im Alter von 62 Jahren an einem Schlaganfall (Apoplex).
Er war römisch-katholisch und ab 1874 verheiratet mit Johanna Mayrhofer, mit der er eine Tochter und vier Söhne hatte.

## Politische Funktionen
Josef Wenger war vom 22. September 1885 bis zu seinem Tod am 12. Januar 1903 Abgeordneter des Abgeordnetenhauses im Reichsrat (VII., VIII., IX. und X. Legislaturperiode) und war dort für die Kurie Oberösterreich, Landgemeinden 6 (Wels, Lambach, Vöcklabruck, Schwanenstadt, Mondsee, Frankenmarkt) zuständig. Sein Nachfolger war Alfred Ebenhoch.

## Klubmitgliedschaften
Josef Wenger war ab 1885 im Zentrum-Klub, ab 1891 im Klub der Konservativen und ab dem 22. November 1895 für vier Tage fraktionslos. Ab dem 26. November 1895 war er Mitglied im Klub der Katholischen Volkspartei und ab 1901 wieder im katholisch-konservativen Zentrum-Klub.